# Madonnan i kyrkan
Madonnan i kyrkan är en oljemålning av den flamländske konstnären Jan van Eyck. Den målades omkring 1437–1440 och ingår sedan 1874 i samlingarna på Gemäldegalerie i Berlin. 
Den lilla (31,1 × 13,9 cm) målningen skildrar en oproportionerligt lång Jungfru Maria med Jesusbarnet i famnen. De befinner sig i mittskeppet i en gotisk kyrka. I koret står två änglar och sjunger. Från klerestoriet flödar solljuset in vilket förstärker den högtidliga stämningen. 
Från 1425 var van Eyck hovmålare hos den burgundiske hertigen Filip den gode. Han verkade i perioden mellan gotiken och renässansen. Det gotiska inslaget märks till exempel i den gotiska arkitekturen med dess spetsbågar och kryssribbvalv. Målningens långsmala form och rundade överdel förklaras av den en gång tillhört en diptyk. De andra målningen i diptyken har gått  förlorad. 